# Rjavi srakoper
Rjavi srakoper (znanstveno ime Lanius collurio) je ptič pevec iz družine srakoperjev (Laniidae).
Zraste med 16 in 18 cm v dolžino in sodi med manjše predstavnike družine. Ima rdečkasto rjava krila, po čemer je dobil tudi ime. Trebuh je bel do rožnato-rjavkast. Vrh glave in teme sta siva, okoli oči pa ima značilno črno progo, pogosto z ozkim belim pasom nad in pod njo. Preostanek glave je bel. Rep je črn, z belim robom pri bazi. Samica je manj žive barve, po trebuhu in krilih je rahlo grahasta, tudi očesna proga je manj izrazita. Mladiči so podobni samicam, imajo le bolj grahasta krila.
Kot ostali srakoperji je rjavi srakoper mesojed, na kar kaže tudi njegov močan kljun z zakrivljeno konico. Prehranjuje se v glavnem z večjimi žuželkami, med njegovim plenom pa so tudi vretenčarji, npr. manjši ptiči, plazilci in glodavci. Je ptič kulturne krajine; prebiva v habitatu, kjer se izmenjujejo travniki, obdelane površine in nizko grmičevje. V trnastem grmovju (npr. glogu ali šipku) si iz vejic in koreninic splete gnezdo ter ga obloži s travo. Pogosto zanj navajajo, da si na trnje nabode ulovljen plen, vendar takšno vedenje ni prav pogosto.
Je selivec, jeseni se seli v Afriko, vrne pa se po navadi maja.

## Razširjenost
Ima zelo široko območje razširjenosti. Živi po vsej Evropi in preko Bližnjega vzhoda do Mongolije. Prezimuje v tropski Afriki, vse do Južnoafriške republike. V zadnjem času opažajo upad populacije, vendar ne v tolikšni meri, da bi ga smatrali za globalno ogroženo vrsto.
V Sloveniji ocenjujejo gnezdilno populacijo na 20.000 do 30.000 parov. Tako kot v vsej srednji Evropi ga ogroža intenzifikacija kmetijstva - uporaba pesticidov in drugih strupov, krčenje mejic in sajenje monokultur. Zato je uvrščen v slovenski Rdeči seznam ptičev gnezdilcev (Aves) kot potencialno ogrožen.